# Elżbieta Podleśna
Elżbieta Podleśna (ur. 1968) – polska psycholożka, psychoterapeutka, działaczka społeczna oraz aktywistka na rzecz praw człowieka mieszkająca w Warszawie. Szerzej znana z rozpowszechniania modyfikacji obrazu Matki Boskiej Częstochowskiej w tęczowej aureoli, co doprowadziło do jej zatrzymania przez policję oraz oskarżenia o obrazę uczuć religijnych. Zatrzymanie Elżbiety Podleśnej było krytykowane przez szereg międzynarodowych organizacji praw człowieka.

## Aktywizm
W 2017 była jedną z czołowych aktywistek Ogólnopolskiego Strajku Kobiet.
Demonstrowała także przeciwko grupom faszystowskim. W listopadzie 2017 była jedną z 14 kobiet, które zostały zaatakowane i oplute kiedy próbowały powstrzymać przemarsz uczestników Marszu Niepodległości w Warszawie. Została wtedy usunięta siłą i doznała urazów kręgosłupa, co zmusiło ją do noszenia gorsetu medycznego. W 2018 prokuratura umorzyła śledztwo tej sprawie, argumentując to brakiem interesu publicznego w ściganiu sprawców. Pokrzywdzone osoby złożyły zażalenie na decyzję prokuratury, a Sąd Okręgowy w Warszawie nakazał wznowić śledztwo. Prokuratura powtórnie umorzyła śledztwo ponownie uzasadniając to „brakiem interesu społecznego w kontynuowaniu ścigania z urzędu” dodając, że czyn może być ścigany z oskarżenia prywatnego.
W lipcu 2018 roku namalowała napis „PZPR” na oknach biura poselskiego Krzysztofa Czabańskiego w Wąbrzeźnie, a także na biurach w Golubiu-Dobrzyniu. Na ulicy przed urzędami malowała sprayem „Czas na sąd”. Podleśna powiedziała, że działała, bo była przerażona zmianami ustrojowymi w Polsce, zachodzącymi od czasu wygrania wyborów przez Prawo i Sprawiedliwość (PiS). Początkowo Podleśna została oskarżona o promowania systemu totalitarnego oraz wandalizm, jednak zarzut o totalitaryzm został wycofany.

### Tęczowa Matka Boska

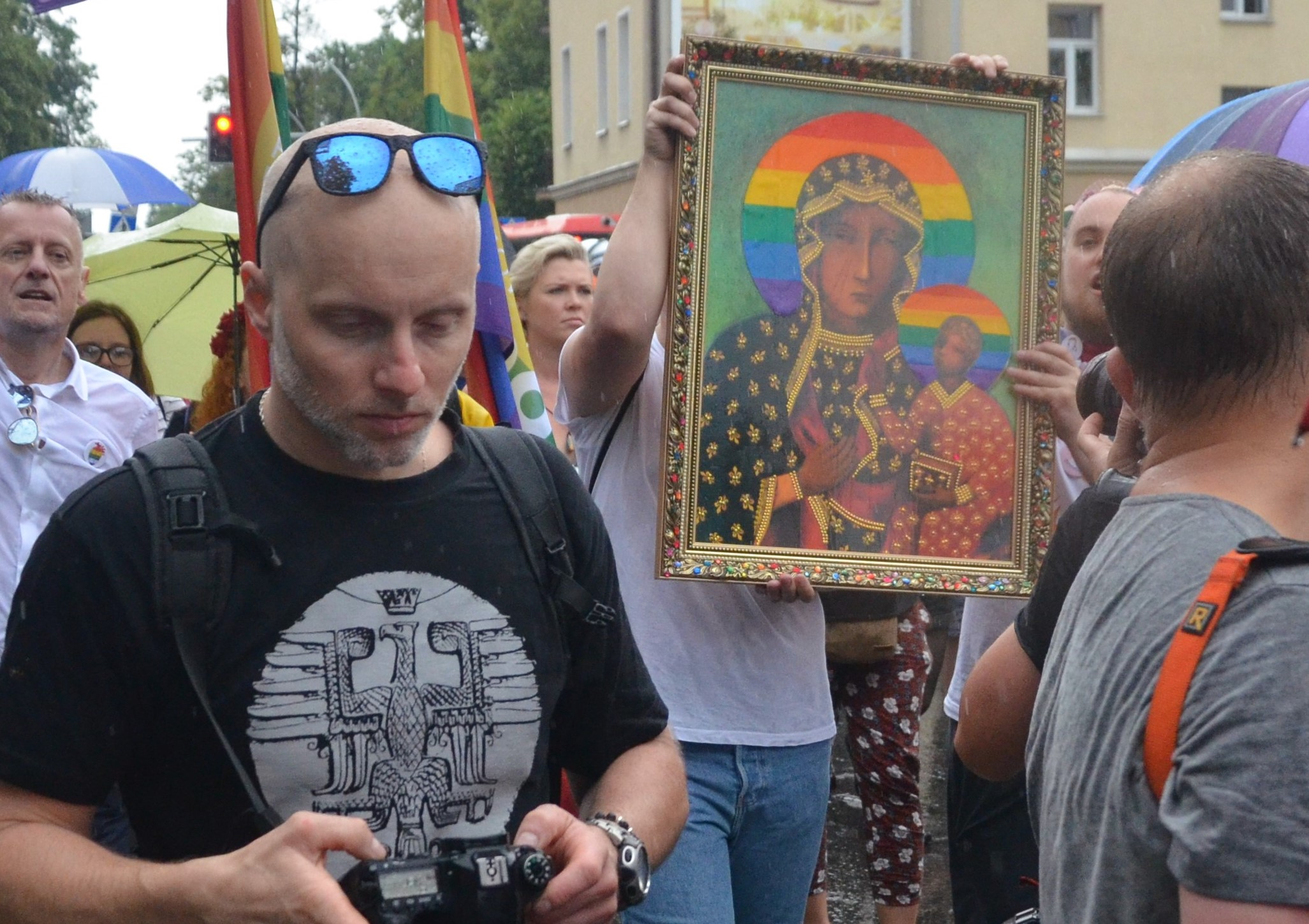
Kontrowersyjny obraz tęczowej Matki Boskiej niesiony przez uczestnika II Marszu Równości w Częstochowie

Pod koniec kwietnia 2019 roku Podleśna umieściła wizerunki Czarnej Madonny Częstochowskiej z tęczową aureolą na terenie Płocka, w tym na prywatnym terenie kościoła, aby zaprotestować przeciwko wielkanocnej wystawie, w której LGBT i gender przedstawione było jako grzechy. Na śmietnikach w całym mieście umieściła również listę biskupów, którzy rzekomo chronili księży oskarżonych o molestowanie seksualne dzieci. Mówiąc o swojej motywacji, Podleśna powiedziała:

Nikt nie powinien być wykluczany ze społeczeństwa. Orientacja seksualna nie jest grzechem ani przestępstwem, a Matka Boża chroniłaby takie osoby przed Kościołem i kapłanami, którzy uważają, że potępianie innych jest w porządku

W maju 2019 została zatrzymana przez policję, a jej mieszkanie przeszukano i skonfiskowano nośniki danych i laptopa. Na komisariacie została oskarżona o obrazę uczuć religijnych – za przestępstwo zagrożone karą do dwóch lat więzienia. Zatrzymanie zostało skrytykowane przez Amnesty International i Helsińską Fundację Praw Człowieka i Human Rights Watch.
Podleśna powiedziała, że grożono jej śmiercią za swój protest w Płocku. Według Gabrieli Rogowskiej aresztowanie Podleśnej miało na celu zniechęcenie do dalszej działalności opozycyjnej. Minister spraw wewnętrznych Joachim Brudziński z PiS pochwalił aresztowanie, mówiąc że protest Podleśnej zaklasyfikować można jako „sprofanowanie obrazu Matki Bożej, który Polacy od wieków uznają za święty”. Płocki sąd orzekł, że aresztowanie było zgodne z prawem, choć nieuzasadnione.
Zatrzymanie Elżbiety Podleśnej i późniejsze oskarżenie jej o obrazę uczuć religijnych zostało uznane przez dziennikarzy Thomson Reuters Foundation jako jedno z głównych wydarzeń w sporze na temat kwestii LGBT w Polsce, który stał się ich zdaniem punktem zapalnym w 2020. Organizacja Human Rights Watch zawarła informacje o zatrzymaniu i zarzutach wobec Elżbiety Podleśnej w raporcie World Report 2020 na temat przestrzegania praw człowieka na świecie. Międzynarodowa organizacja pozarządowa Freemuse zajmująca się wolnością artystyczną na świecie w raporcie State of Artistic Freedom 2020 opisała zatrzymanie Elżbiety Podleśnej jako interwencję państwa w wolność wyrazu artystycznego.
13 stycznia 2021 odbyła się w Sądzie Rejonowym w Płocku pierwsza rozprawa w procesie Elżbiety Podleśnej i dwóch innych aktywistek oskarżonych o naruszenie art. 196 kodeksu karnego: „Kto obraża uczucia religijne innych osób, znieważając publicznie przedmiot czci religijnej lub miejsce przeznaczone do publicznego wykonywania obrzędów religijnych, podlega grzywnie, karze ograniczenia wolności albo pozbawienia wolności do lat 2”. Akt oskarżenia dotyczy „rozklejenia na toalecie, koszu na śmieci, transformatorze, znakach drogowych i ścianach budynków wydruków przedstawiających przerobiony obraz Matki Bożej Częstochowskiej z widoczną aureolą w kolorach tęczy, będącej symbolem społeczności LGBT”. Kobiety nie przyznały się do winy.
2 marca 2021 Elżbieta Podleśna, Anna P. i Joanna Gzyra-Iskandar zostały uniewinnione przez sąd w Płocku od zarzutu obrazy uczuć religijnych. Sąd uznał, że aktywistki nie chciały nikogo obrazić, a jedynie zwrócić uwagę na problem dyskryminacji osób LGBT. Wybrany przez nie sposób protestu mieści się w granicach wolności słowa. Sąd podkreślił, że osoby nieheteronormatywne mają swoje miejsce w Kościele. Sędzia przywoływała też listy katolików, którzy podkreślali, że ich tęcza w połączeniu z wizerunkiem Matki Bożej Częstochowskiej nie obraża.

### Naruszenie miru domowego Telewizji Polskiej
Podczas rozprawy 19 lutego 2021 Elżbieta Podleśna i Ewa Borguńska, zostały uniewinnione przez sąd od zarzutu naruszenia miru domowego, o który aktywistki oskarżyła TVP. Sprawa dotyczyła wydarzeń z 22 stycznia 2019 roku, kiedy po zabójstwie prezydenta Gdańska Pawła Adamowicza kobiety protestowały pod i w siedzibie TVP. Jak mówiły, ich protest był odpowiedzią na materiały Telewizji Publicznej atakujące i szczujące na Adamowicza. Obrońca i obie oskarżone wnosiły o uniewinnienie.